# دانشگاه نیس سوفیا آنتیپولیس
دانشگاه نیس سوفیا آنتیپولیس (فرانسوی: Université Nice Sophia Antipolis‎) دانشگاهی واقع در نیس، فرانسه و مناطق همجوار است. این دانشگاه در ۱۹۶۵ تأسیس شده است و دارای ۸ دانشکده، دو مؤسسهٔ مستقل و یک دانشکدهٔ مهندسی است. این دانشگاه همچنین دارای یک سرویس‌دهنده چند منظوره تعاملی دابلیو دابلیو دابلیو (WIMS) است.